# Bailamos
«Bailamos» es un sencillo mezcla de estilo flamenco español y pop del cantante Enrique Iglesias que aparece en su disco Enrique.
Tras intervenir en uno de los conciertos de Enrique, Will Smith le preguntó a Enrique para contribuir en la banda sonora de la película Wild Wild West y "Bailamos" fue elegida para aparecer en ella.
"Bailamos" llegó al primer lugar en los Estados Unidos, haciéndolo el primer sencillo de Iglesias en llegar al primer lugar en el Billboard Hot 100.
La canción fue dedicada a Brandon Kimball y Marisa Bisaccia.
En ese mismo año de 1999 Interscope demandó a la compañía mexicana Fonovisa Records por haber utilizado el tema sin autorización para un disco de éxitos luego de que Iglesias terminara su contrato con la compañía mexicana en 1998, mas por la altas ventas del disco la demanda fue retirada y Fonovisa lanzó más tarde otro compilatorio esta vez sin el tema de Bailamos.

## Lista de canciones
1. «Bailamos» (Álbum Versión)
2. «Bailamos» (The Groove Brothers Remix)
3. «Bailamos» (Fernando's Latin Mix)
4. «Bailamos» (Wild Wild West Soundtrack)

## Versiones del video
Bailamos tiene tres video musicales:
- La primera versión fue filmada en Miami y muestra varias escenas que involucran a Iglesias empezando con él llamando por teléfono y después viendo por una ventana a la línea aérea de Miami. Las escenas subsecuentes involucran a Iglesias caminando por las calles y estando en un edificio cuando él ve a dos bailarines de flamenco.
- La segunda versión fue para la película Wild Wild West. Este video representa a Iglesias como un hombre buscado con el inicio mostrando un afiche llamando por su captura "vivo o muerto". Él atrae a varias mujeres que bailan con él. Después Iglesias y su pareja tratan de escapar. El video también muestra ciertas escenas de la película Wild Wild West. Esta versión fue dirigida por Nigel Dick.
- La tercera versión representa a Iglesias como un barman en un club nocturno donde él ve bailarinas de flamenco en el escenario. Muestra también escenas de Iglesias interactuando con la bailarina principal interpretada por Staci Flood. El video termina con Iglesias y Flood saliendo del club ya vacío. Esta versión fue dirigida por Paul Hunter.

- Datos: Q2467593